# 국밥
국밥은 국에 밥을 넣어 말아 먹는 한국 요리이다. 취향에 따라 밥을 곁들이거나 말아 먹는다.
전통적인 국밥의 방식은 국에 밥이 말아져 나오는 것이다. 국물과 밥의 맛의 균형을 위하여 따뜻한 국물을 여러번 부어 데우는 행위를 하는데 이를 "토렴한다."라고 하며, 한국 고유의 탕 서비스 방식의 하나이다. 국물과 밥이 따로 나오게 된 것은 6.25 전쟁 당시 대구 지역의 피난민들 사이에서 발생한 방식으로 이는 반상의 구분을 원한다고 하여 피난간 양반들이 밥을 따로 시켜먹는데에서 기인한다. 이를 "따로국밥" 혹은 "대구탕"이라 지칭하여 일반적인 국밥과 구분하는 현상이 발생하였다. 또 국밥을 처음부터 말아서 내오면 밥의 녹말이 국물에 퍼지면 국물의 깔끔함이 사라지며 밥 또한 퍼질 수 있기 때문이다.
국밥의 어원이나 유래에 대해서는 여러 가지 학설이 있으나 언제부터 시작되었는지 정확한 유래는 전해지지 않는다. 조선시대에 임금이 직접 농가가 잘되기를 바라는 제사를 지냈던 선농단에서, 행사가 끝난 후 잔치를 열었을 때, 고기가 부족한 노동자들을 위한 고기국을 내놓은 적이 있다고 한다. 이것으로 보았을 때 그 전부터 국밥은 유래했을 가능성이 있다. 혹은 보부상들이 많은 거리를 이동해 가면서, 시간을 아끼고, 짐을 보관하고 간단하고 빠른 식사를 하기 위해 주막이나 식당에서 빠르고 먹기 쉽도록 개량된 한끼 식사가 국밥이었을 거라는 추측이 있다.
조선후기의 문헌을 보면 '얇게 썰어 조린 쇠고기를 장국에 만 밥 위에 얹어 먹었다.'라고 기록되어 있다.

## 종류
국밥의 종류는 다양하다. 또한 지역마다 기본으로 하는 국밥의 종류가 다르다.
- 따로국밥: 밥을 국에 말지 않고 국과 밥을 서로 다른 그릇에 담아내는 국밥.
- 술국밥/주가탕반(酒家湯飯): 밥을 만 술국.
- 장국밥(醬--)/온반(溫飯)/장탕반(醬湯飯)/탕반(湯飯): 더운 장국에 만 밥.
  - 국수장국밥(--醬--)/면장탕반(麵醬湯飯): 국수를 넣어 만든 장국밥.
  - 닭고기온반(---溫飯): 삶은 닭고기를 잘게 찢어 양념에 무쳐서 버섯과 함께 밥 위에 얹고 파를 뿌린 다음 뜨거운 닭고기 국물을 붓고, 실고추ㆍ후춧가루ㆍ깻가루를 뿌린 장국밥.
  - 대구탕반(大邱湯飯): 대구식(大邱式)으로 끓인 장국밥. 주로 곱창, 곤자소니, 양 따위를 푹 고아 고운 고춧가루를 많이 쳐서 맵게 만든다.

일반적으로 장국밥이라는 표현은 두가지 의미로 사용되는데, 그중 하나는 국밥 가운데 장맛이 나는 국물에 밥을 만 것을 장국밥이라고 불렀다.
우리가 흔히 알고 있는 장국밥은 전라도 지방에서는 시장에서 판매되는 국밥이라는 의미도 있다.
대체로 김치나 깍두기, 부추무침과 겉절이, 석박지 등 밑반찬을 한개정도 곁들여 먹는다. 야채와 고기 등을 꼬챙이로 꿰어 구운 산적을 고명으로 얹는 경우도 있다.

### 지역별 국밥의 종류
국밥의 명칭은 지역마다 차이가 있다.

#### 서울 및 경기도
서울특별시, 경기도는 국밥이라고 주문을 하면 주로 양평식 해장국밥 혹은 순대 국밥이나 소머리국밥을 내놓는다. 국밥으로 분류를 잘 하지는 않지만, 설렁탕도 유명하다.

#### 제주도
제주도는 반드시 국밥을 주문하면 순대국밥만 나오며, 서울과 경기도 지방과 다르게 콩나물 등의 야채도 듬뿍 올라간다. 국밥과는 다르게 제주도는 매콤한 빨간 국물에 소고기 육수나 소고기 내장으로 만든 내장탕이나 해장국에 원하는 만큼 계란을 풀어 밥을 말아먹는 것을 선호하는 사람도 많다.

#### 경상남도 및 부산
경상남도 지방에서는 일반적으로 국밥을 이야기 하면, 돼지국밥을 내놓는다. 경상남도와 경상북도에 의한 차이도 약간씩 있다.  일반적으로 알려진 돼지국밥은 밀양쪽 방식이다. 또한 경상남도식 순대국밥은 야채가 일절 들어가지 않는다. 지역마다 다르지만, 곁들일 야채로 부추무침이 반드시 나오고, 곁들이는 야채로 마늘, 생양파, 고추 등이 나온다. 간혹 김치국밥도 내놓는 가게가 있으나, 최근 가게들은 대부분 김치말이밥으로 이름을 변경하여 오래된 식당이 아니고서는 사용하지 않는다. 해운대 지방에는 해운대 터미널 쪽에 소고기 국밥으로 유명한 가게들이 즐비해 있어서 이곳만 유난히 국밥을 주문시 소고기 국밥을 내준다.

#### 경상북도 및 대구
경상북도의 국밥은 파를 가득넣은 소고기나 선지를 사용한 소고기 국밥이 일반적이다. 특히 다른 지방과 달리, 대파를 듬뿍 넣어주는 스타일로 유명하여, 국물이 살짝 달큰한게 특징이다.

#### 전북특별자치도 및 전주
전북특별자치도 지방에서는 콩나물 국밥이 일반적이다. 석회질로 인해 수질이 좋지 않은 지역이라 콩나물 요리가 발달하였다. 전북특별자치도 내에서도 국밥 종류는 두가지로 나뉘며, 일반적으로 끓이지 않는 전주남부시장식 방법이라 불리는 전주남부시장국밥이 보편적이다. 해산물이나, 말린복어, 오징어 등을 이용하여 국물을 내는 방식이 많다. 간은 새우젓으로 하며, 같이 딸려나오는 수란은 위의 부담을 덜어주는데 효능이 있다. 그 만큼 부담이 적고, 담백한 것이 특징이다. 하지만 전주 콩나물 국밥 맛은 얼큰한 맛과 시원한 맛이 유명하다.

#### 전라남도 및 광주
전라남도는 위치상 식자재가 풍부하여 음식이 발달했으며 강진 함평 나주를 중심으로 육고기가 발달하였기에 고기 육수로 만든 국밥이 대부분이다. 돼지의 뼈, 내장과 순대 그리고 새끼보 (돼지자궁)을 우려낸 국밥과 소의 뼈와 머리고기로 우려낸 국밥 등이 있고 크게 3가지로 나뉜다. 담양 창평식의 국밥에는 청양고추와 부추가 들어가고 국물이 맑아 그릇의 바닥이 보인다. 과거 광주공원을 중심으로 발전한 내장국밥은 들깨가루 가득 불투명하며 희고 뽀얀 국물에 다대기가 한가득 들어가있다. 나주국밥은 소고기를 우려서 투명한 국물을 내고 그 위에 화려한 색을 지닌 오색 고명과 소머리고기가 들어간다.
전라남도식 국밥의 큰 특징은 보통 국안에 들어있는 고기를 초장에 찍어 먹으면서 반주를 하며 이후에 밥을 말아 먹는 방식을 취한다. 매우 특이한 것은 새끼보 국밥인데 돼지의 자궁을 먹기 편한 크기로 잘라서 국밥을 끓이며 보통의 돼지 내장국밥과 맛이 비슷하지만 쫄깃하여 식감이 다르다. 가게에 따라 국밥이 나오기 전 대기 시간에 약간의 순대나 선짓국을 내놓는다.

#### 평안도 및 진주
평안도는 고기 국물에 녹두전과 두부전을 올린 온반이 유명하다. 진주에서는 진주냉면과 비슷하게 고기산적이 올라가는 온반도 유명하다.
그 밖에 콩나물과 북어를 넣고 시원하게 끓인 북어 국밥(또는 복어국)도 있으며, 중국에서 주로 먹는 계란 등을 넣은 깔끔한 국에 밥을 곁들인 계란국밥, 국물에 갈비가 들어간 갈비탕, 계장, 굴국밥, 육개장 등도 밥을 말아먹을 수 있다는 점에서는 국밥과 비슷한 음식이다.

## 이형
국밥은 본래 국에 밥을 말아(토렴-식은 밥에 국물을 담고, 비우며 데우는 방식)나오는 것을 먹는데 일부(양반)에서 국과 밥을 한데 먹는 것을 상스럽다하여 국과 밥을 따로 내어 먹도록 한 것이 따로국밥이란 형태로 생겨난 것이다. (경상도, 대구 지역)

## 같이 보기
- 설렁탕
- 곰탕
- 감자탕